# 金安 (新罗)
金安（?—?），新罗宗室，追封弘毅王，新罗第56任国王敬順王金傅的高祖父，新罗第46任国王文圣王金庆膺之子。

## 生平
文圣王十九年（857年），文圣王去世，其子金安年幼，于是由文圣王的叔父即位是为宪安王， 宪安王拜伊湌金安爲上大等。其子金敏恭，金敏恭子金仁慶，金仁慶子金孝宗，金孝宗子金傅。景哀王被后百济杀死后，甄萱立金敏恭的曾孙金傅为敬順王。敬順王元年（927年）十一月, 追尊金安爲弘毅大王。